# عمق بريسلو (طب)
في الطب ، تم استخدام عمق بريسلو كعامل تنبؤي في سرطان الجلد . إنه وصف لمدى عمق غزو الخلايا السرطانية. حاليًا ، تم استبدال عمق Breslow القياسي بعمق AJCC ، في نظام تحديد مراحل سرطان الجلد AJCC . في الأصل ، تم تقسيم عمق Breslow إلى 5 مراحل. 

## تصنيف
| المسرح          | عمق                 |
| --------------- | ------------------- |
| المرحلة الأولى  | 0.75 ملم أو أقل     |
| المرحلة الثانية | 0.76 مم - 1.50 مم   |
| المرحلة الثالثة | 1.51 ملم - 4.00 ملم |
| المرحلة الرابعة | > 4 مم              |

## تاريخ
تم الإبلاغ عن عمق الغزو لأول مرة كعامل تنبؤي في سرطان الجلد من قبل أخصائي علم الأمراض ألكسندر بريسلو ، دكتوراه في الطب في جامعة جورج واشنطن في عام 1970.  تقديرا لمساهمته، يشار إلى عمق غزو سرطان الجلد عليها مسماة عمق بريسلو ل.
أكدت الدراسات اللاحقة وصقلت دور عمق الغزو في تشخيص سرطان الجلد الخبيث.   حاليًا ، يتم تضمين عمق Breslow في إرشادات مرحلية AJCC للورم الميلاني كعامل تنبؤ رئيسي.

## قياس
يتم قياس عمق الورم بدقة أكبر من خلال تقييم الورم بأكمله عن طريق الخزعة الاستئصالية . التحديد من العينات التي تم الحصول عليها باستخدام تقنيات الخزعة الأخرى ، مثل الوتد أو الخزعة المثقبة ، تكون أقل دقة. لا يمكن حساب عمق الورم من خلال خزعة الحلاقة التي تحتوي فقط على جزء من الورم لأنها تؤدي إلى التقليل من سمكها.
يتم تحديد عمق Breslow باستخدام ميكرومتر عيني بزاوية قائمة على الجلد لقياس العمق الذي غزت فيه الخلايا السرطانية الجلد . يتم قياس عمق Breslow من الطبقة الحبيبية للبشرة وصولاً إلى أعمق نقطة للغزو (تتضمن أحيانًا أعشاش منفصلة من الخلايا).
يُعد عمق الورم أحد الأركان الأساسية لمرحلة AJCC TNM الحالية لسرطان الجلد الخبيث. أثبتت دراسة كبيرة أهمية عمق الورم (ولكن ليس الوصف الأصلي لبريسلو) كواحد من أهم ثلاثة عوامل تنبؤية في سرطان الجلد (العوامل الأخرى هي المرحلة T والتقرح).  كما تنبأ عمق بريسلو بدقة بخطر الإصابة بورم خبيث في العقدة الليمفاوية ، مع احتمال إصابة الأورام العميقة بالعقد. 
أظهرت الدراسات المذكورة أعلاه أن العمق كان متغيرًا مستمرًا يرتبط بالتشخيص. ومع ذلك ، لأغراض التدريج ، تستخدم أحدث إرشادات AJCC حدود 1 مم ، 2 مم و 4 مم لتقسيم المرضى إلى مراحل.
| عمق الورم  | البقاء على قيد الحياة لمدة 5 سنوات تقريبًا |
| ---------- | ----------------------------------------- |
| <1 مم      | 95 - 100٪                                 |
| 1-2 مم     | 80-96٪                                    |
| 2.1 - 4 مم | 60 - 75٪                                  |
| > 4 مم     | 50٪                                       |

أرقام البقاء على قيد الحياة من إرشادات الجمعية البريطانية لأطباء الأمراض الجلدية، 2002

## مستوى كلارك
مستوى كلارك هو نظام مرحلي مرتبط، يستخدم بالاقتران مع عمق بريسلو ، الذي يصف مستوى الغزو التشريحي للورم الميلانيني في الجلد. كان مستوى كلارك هو العامل الأساسي في مخطط مرحلي سابق لـ AJCC للورم الميلاني. 
ومع ذلك، مع مزيد من الدراسة ، تبين أن مستوى كلارك له قيمة تنبؤية أقل، وأقل قابلية للتكرار، وأكثر اعتمادًا على المشغل مقارنة بعمق بريسلو. 
وهكذا، في نظام التدريج الحالي لـ AJCC (2010) ، فإن مستوى كلارك له أهمية تنبؤية فقط في المرضى ذوي النحافة الشديدة (عمق Breslow <1 مم) الأورام الميلانينية. 
يتم التعرف على خمسة مستويات تشريحية، والمستويات الأعلى لها آثار تنبؤية أسوأ. هذه المستويات هي:
- المستوى 1: سرطان الجلد يقتصر على البشرة (الورم الميلانيني في الموقع)
- المستوى 2: غزو الأدمة الحليمية
- المستوى 3: غزو تقاطع الأدمة الحليمية والشبكية
- المستوى 4: غزو الأدمة الشبكية
- المستوى 5: غزو الدهون تحت الجلد [8]

## روابط خارجية أجنبية
- Melanoma Staging Systems. National Cancer Institute. A resource on Clark's levels and Breslow's depth. أنظمة التدريج الميلانوما . المعهد الوطني للسرطان. مورد على مستويات كلارك وعمق بريسلو.